# Acolpenteron catostomi
Acolpenteron catostomi är en plattmaskart. Acolpenteron catostomi ingår i släktet Acolpenteron och familjen Dactylogyridae. Inga underarter finns listade i Catalogue of Life.